# Rue de l'Angle Jaune
La rue de l'Angle Jaune (en néerlandais : Gele Hoekstraat) est une rue bruxelloise de la commune de Woluwe-Saint-Pierre qui donne sur l'avenue Pierre Vander Biest et qui fait partie de la cité de l'Amitié.

## Situation et accès
La numérotation des habitations va de 1 à 23 pour le côté impair et de 2 à 20 pour le côté pair.